# Paris pieds nus
Pour plus de détails, voir Fiche technique et Distribution.
Paris pieds nus est un film franco-belge réalisé par Dominique Abel et Fiona Gordon en 2015 et sorti en 2016.
Il s'agit du dernier film dans lequel a joué l'actrice française Emmanuelle Riva.

## Synopsis
Fiona, bibliothécaire canadienne, reçoit une lettre d'appel au secours de sa tante Martha, âgée de 88 ans, installée à Paris depuis une cinquantaine d'années et à présent harcelée pour être placée en maison de retraite.
Fiona débarque à Paris, sans maîtriser la langue, pour aider sa tante. Elle rencontre fortuitement un gendarme canadien en stage qui l'aide à faire ses premiers pas dans le métro parisien. Malheureusement, Martha est introuvable à son domicile quand Fiona parvient à atteindre ce dernier.
S'ensuivent de folle courses poursuites, à pied, entre les principaux protagonistes.
Par un malheureux concours de circonstances, Fiona tombe dans la Seine où elle perd son sac à dos contenant toutes ses affaires, argent et papiers d'identité compris. Si les formalités administratives sont facilitées par son compatriote qu'elle recroise régulièrement, la recherche de Martha est source de mésaventures.
Dom, sans-abri installé sur l'île aux Cygnes, récupère aussi bien le sac de Fiona, que Martha qui fuit à vue les employés de la maison de retraite et que Fiona elle-même, toujours à la recherche de sa tante. Tombé amoureux de Fiona dès leur première rencontre, Dom tente de l'aider de son mieux, mais elle le fuit et essaye infructueusement de résister à l'intérêt qu'il lui témoigne.

## Fiche technique
- Titre original : Paris pieds nus
- Titre anglais ou international : Lost in Paris
- Réalisation et scénario : Dominique Abel et Fiona Gordon
- Décors : Nicolas Girault
- Costumes : Claire Dubien
- Photographie : Claire Childéric et Jean-Christophe Leforestier
- Son : Frédéric Meert et Arnaud Calvar
- Montage : Sandrine Deegen
- Effets spéciaux numériques : Jérémy Maillard et Anthony Lestremau
- Production : Dominique Abel, Fiona Gordon, Christie Molia et Charles Gillibert
- Sociétés de production : Moteur S'il Vous Plaît, CG Cinéma, Courage Mon Amour, Be TV, Proximus, en association avec la SOFICA Cinémage 10
- Société(s) de distribution : Potemkine Films (France)[1] ; Cinéart (Belgique)
- Pays d’origine :  France et  Belgique
- Langues originales : français et anglais
- Genre : comédie et film de danse
- Format : couleur - 1,85:1
- Dates de sortie :
  - Suisse : septembre 2016 (festival du film français d'Helvétie)
  - États-Unis : 2 septembre 2016 (festival du film de Telluride)
  - Brésil : octobre 2016 (festival international du film de Rio de Janeiro)
  - Royaume-Uni : 12 octobre 2016 (festival du film de Londres)
  - France : 16 octobre 2016 (festival international du film de La Roche-sur-Yon) ; 8 mars 2017 (sortie nationale)
  - Belgique : 15 mars 2017

## Distribution
- Fiona Gordon : Fiona
- Dominique Abel : Dom
- Emmanuelle Riva : Martha, la tante de Fiona
- Pierre Richard : Norman
- Emmy Boissard Paumelle : Fiona enfant
- Céline Laurentie : Martha jeune
- Bruno Romy : le père de la famille sauteuse[2]
- [Qui ?] : le jogger sur la Seine.

## Tournage
Le tournage a eu lieu à Paris du 8 juin 2015 au 14 août 2015.

## Distinctions
- Festival du film de Mill Valley 2016 : Prix du public
- Festival international du film de Denver 2016 : Rare Pearl Award (« Prix de la perle rare »)
- Prix Lumières 2018 : nomination pour le Prix Lumières du meilleur film francophone